# 附廻堀悪水路
附廻堀悪水路（つけまわしぼりあくすいろ）は、埼玉県久喜市を流れる河川である。

## 解説
附廻堀悪水路はかつて流域周辺に存在していた小林沼にて新田開発をする際、周辺からの悪水（排水）が流入しないように整備された小林沼北側の附廻堀である。「附廻堀悪水路」という名称は、この「附廻堀」という名がそのまま河川名として残ったものである。「ふまわし堀」とも称される。
附廻堀悪水路はかつての小林沼の北側を縁どる流路を持ち、久喜市役所菖蒲総合支所周辺以外ではほぼ全域水田などの農地の中を流下する。途中で小川落と新堀落が流入し、流末は野通川へと至り終点となる。流路の詳細に関しては下記を参照。また、附廻堀悪水路の南方を並行し、小林後沼新田を開発する際に整備された沼落悪水路が流下している。

## 流路
久喜市菖蒲町小林の北西部（かつての小林沼〈小林後沼〉の北西端付近）より菖蒲町小林字上沼頭を東へ流下する。
「附廻橋」より約300 m下流にて北方より流下してくる水路、および東方より流下してくる小川落と合流し、南へと流路を変える。菖蒲町新堀字久居・字中郷・字菖蒲（北側）と菖蒲町小林字沼頭・字後沼（南側）の境界を成すように南東へ流下するが、一部菖蒲町新堀側を流下する区間がある。埼玉県道12号川越栗橋線（城下橋）を横断後、菖蒲町新堀の南東部を流下する。城下橋付近では菖蒲城跡のすぐ南側を流下する。途中、「矢足前橋」の西側付近にて北より流下してくる新堀落と合流する。また同地付近にて流路を南へと変える。再び流域が菖蒲町小林になり字八束を南南西へと流下する。この流域では東方に久喜市役所菖蒲総合支所・八束緑地グラウンド（あやめ園）・しょうぶの梨100年記念園などが所在している。
正眼寺の北西にて北西方より流下してくる野通川へと至り、合流・終点となる。

## 橋梁

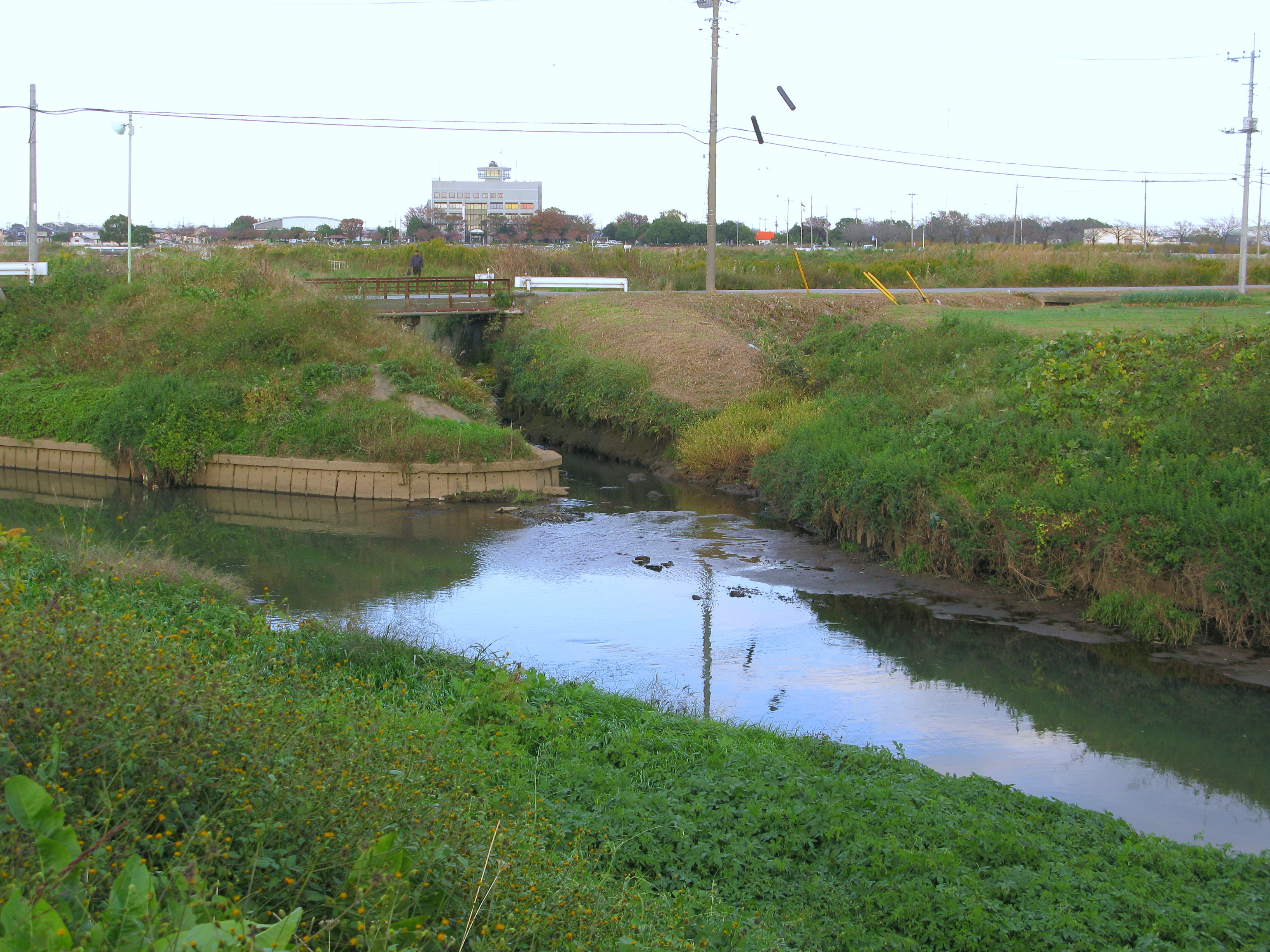
附廻堀悪水路と野通川の合流点

- 附廻橋（南北埼広域農道）
- 第二附廻橋
- 堂浦橋
- 城下橋（埼玉県道12号川越栗橋線）
- 矢足前橋
- 名称不明

## 周辺の施設・関連事項
- 小林沼

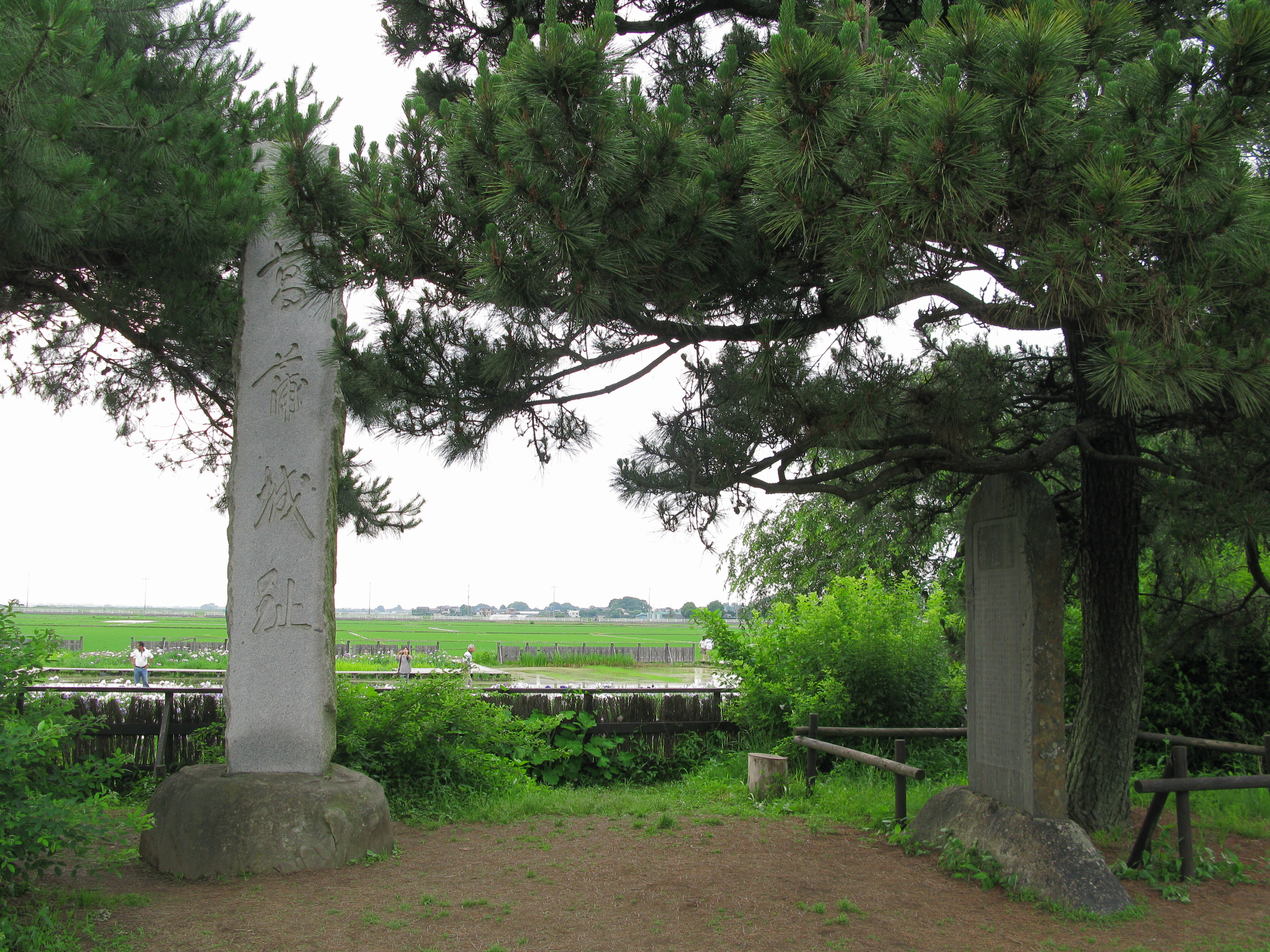
菖蒲城跡あやめ園
- 久喜市役所菖蒲総合支所
- 八束緑地グラウンド（あやめ園）
- しょうぶの梨百年記念園
- 見沼代用水
- 緑のヘルシーロード（萩の径）

- 菖蒲城址